# CNIT
El Centre des nouvelles industries et technologies (CNIT) fue el primer edificio construido en La Défense, situada al oeste de París, Francia. Su característica forma se debe a la parcela triangular que ocupa, ubicada en el territorio de Puteaux, en la que sustituyó a las antiguas fábricas Zodiac. Construido en 1958, el CNIT ha sido objeto de dos remodelaciones, realizadas en 1988 y en 2009. Está gestionado por la empresa Viparis.

## Historia
Su ideador, Emmanuel Pouvreau, presidente del sindicato de constructores de máquinas, soñaba desde 1950 con un gran centro de exposiciones para la industria. A fuerza de tenacidad, su sueño se realizó, hecho facilitado sin duda por la necesidad de superficies para grandes exposiciones, para las cuales el Grand Palais se había quedado pequeño.
El lugar escogido fue la rotonda de la Défense, al oeste de París. En esta época, no existía el distrito financiero de la Défense. El edificio se construyó en el emplazamiento de una antigua fábrica de Zodiac, en una parcela triangular junto a la rotonda, que recibía su nombre de una estatua titulada La Défense de Paris (la estatua existe todavía pero ha sido desplazada un poco más al este). Estaba sobre una colina natural en el límite de los municipios de Puteaux y de Courbevoie y marcaba el final de la antigua voie royale trazada por Le Nôtre desde el Palacio del Louvre.
Las obras tuvieron lugar entre 1956 y 1958, siguiendo una técnica de velas delgadas dobles de hormigón armado. Los arquitectos fueron Robert Camelot, Jean de Mailly y Bernard Zehrfuss, todos ellos galardonados con el Premio de Roma, acompañados por Jean Prouvé para los muros cortina. El ingeniero de la estructura fue Nicolas Esquillan, inventor de la vela delgada doble con refuerzos (como el ala de un avión).
El edificio está constituido por una bóveda autoportante de hormigón armado de 225 000 m² con solamente 6 cm de espesor y 218 m de luz, que constituyen un récord mundial. Esta bóveda reposa sobre tres pilares de hormigón de 84 toneladas, conectados entre sí por cuarenta y cuatro cables de acero. La entrada al edificio se hacía entonces por largos bloques rectangulares. El edificio recibió el nombre de Centre national des industries et techniques («Centro nacional de las industrias y las técnicas») y fue inaugurado por el general de Gaulle el 12 de septiembre de 1958. Su ministro de cultura André Malraux declaró: «Desde las grandes catedrales góticas, no se ha hecho nada parecido». El CNIT acogería a partir de entonces, durante una veintena de años, grandes exposiciones como las Floralies internationales, el SICOB, el Salón de artículos para el hogar y el Salón Náutico Internacional de París, antes de sufrir varias modificaciones y renovaciones.

### Construcción de la explanada de la Défense
En 1978 se construyó la gran explanada peatonal del Parvis de la Défense, que cubre las estaciones y vías férreas y todas las vías para el tráfico rodado. Esta elevación del suelo tuvo como consecuencia enterrar al CNIT aproximadamente en un tercio de su altura. Los tres pilares desaparecieron visualmente y se suprimieron las entradas formadas por los bloques rectangulares. Al no ser ya un espacio de exposiciones muy moderno ni muy grande, el CNIT perdió una gran parte de su actividad. Las grandes exposiciones se harían a partir de entonces en el Parque de Exposiciones de la Porte de Versailles.

### Remodelación de 1988
En 1988, el interior del inmueble fue vaciado totalmente y rediseñado. Pasó a tener cerca de 200 000 m² (en lugar de los 100 000 m² previos). Los arquitectos de esta renovación, Andrault et Parrat, Torrieri y Lamy, con Zehrfuss como arquitecto asesor, fueron apadrinados por Christian Pellerin, presidente de la Sari, entonces propietaria del edificio. Fue entonces cuando se rebautizó con su nombre actual, Centre des nouvelles industries et technologies («Centro de las nuevas industrias y tecnologías»).
Aunque se conservaron la bóveda y las fachadas, el interior se transformó profundamente con la construcción de un complejo de oficinas, un hotel de lujo y una zona comercial que albergaba entre otros un Fnac, todo ello dispuesto en corona alrededor de un gran patio central. En la parte norte del edificio se instaló un espacio tecnológico de última generación, bautizado Infomart, que se debía convertir en la sala de exposición más grande de Europa dedicada a las nuevas tecnologías. Se construyó un centro de congresos en el sótano, con dos anfiteatros de referencia (llamados Goethe y Léonard de Vinci). Esta renovación sería un fracaso parcial debido a la baja ocupación de las oficinas y la falta de luz en el edificio. Finalmente, un inconveniente técnico (techos demasiado bajos) hacía imposible la celebración de salones y eventos de envergadura.

### Remodelación de 2009
El nuevo propietario, Unibail-Rodamco, decidió llevar a cabo una nueva remodelación. Las obras fueron realizadas entre 2006 y 2009, dirigidas por los arquitectos Cuno Brullmann y Jean-Luc Crochon en colaboración con Pierre Parrat. El CNIT fue inaugurado de nuevo el 21 de octubre de 2009. Se crearon nuevas superficies de oficinas y se reforzó la vocación comercial del edificio con la implantación de varias nuevas marcas. La explanada de la Défense fue demolida parcialmente alrededor del edificio con el objetivo de recuperar la forma exterior original del edificio y sus tres pies. El acceso desde la explanada se hace a través de cinco pasarelas. Este despeje alrededor del CNIT, acompañada de la destrucción parcial de la explanada interior del edificio, también tenía como objetivo explotar el nivel inferior, donde se encuentra actualmente el acceso principal al centro de congresos así como un enlace directo, creado durante esta remodelación, entre el CNIT y la sala de intercambios de la Estación de La Défense. Bajo la bóveda, se conservó la corona de edificios, pero fue remodelada y alejada de la bóveda, con el objetivo de devolver amplitud y luz al espacio. El exterior de la bóveda del CNIT también fue renovado con el objetivo de recuperar su blancura inicial.

## Uso
Tiene como función ser un centro de congresos, gestionado actualmente por Unibail-Rodamco bajo la marca Paris Expo, posteriormente renombrada Viparis. El CNIT acoge numerosos salones de tecnología. Sin embargo, las obras de la segunda remodelación han hecho que los organizadores de estos salones hayan desplazado algunos de ellos al Parque de Exposiciones de la Porte de Versailles.
Los comercios del CNIT son actualmente la contraparte del centro comercial Les Quatre Temps situado al otro lado del Parvis de la Défense. En dos plantas, el edificio acoge numerosas marcas, como Fnac, Decathlon, Habitat, La Poste o Monoprix, así como un hotel de la cadena Hilton (anteriormente Sofitel). En la parte de oficinas, el CNIT alberga el «Campus Voyages SNCF» (que agrupa la Dirección de Viajes de SNCF y las filiales Voyages-sncf.com, IDTGV y Ouigo), así como un campus de la ESSEC dedicado a la formación continua que ocupa varias plantas.

## Transportes
Este edificio está servido actualmente por:
- la estación La Défense de la línea 1 del Metro de París;
- la estación La Défense de la línea A del RER, la línea U y la línea L del Transilien, y la línea 2 del Tranvía de París.

El proyecto de prolongación de la línea E del RER, desde su término occidental actual, Haussmann - Saint-Lazare, hasta Mantes-la-Jolie, a través de Neuilly - Porte Maillot y Nanterre-La Folie, prevé la construcción de una nueva estación subterránea situada bajo el CNIT. Su puesta en servicio está prevista para finales de 2022.